# 维奥讷河畔库尔塞勒
维奥讷河畔库尔塞勒（法語：Courcelles-sur-Viosne，法語：[kuʁsɛl syʁ vjɔn] ⓘ）是法国法蘭西島大區瓦兹河谷省的一个市镇，属于蓬图瓦兹区。

## 地理
维奥讷河畔库尔塞勒（49°4'40"N, 2°0'5"E）面积3.61 平方千米，位于法国法蘭西島大區瓦兹河谷省，该省份为法国北部内陆省份，北起瓦兹省，西接厄尔省，南至塞纳-圣但尼省、上塞纳省和伊夫林省，东临塞纳-马恩省。
与维奥讷河畔库尔塞勒接壤的市镇（或旧市镇、城区）包括：蒙热鲁、阿布莱日、皮瑟蓬图瓦兹、萨日。
维奥讷河畔库尔塞勒的时区为UTC+01:00、UTC+02:00（夏令时）。

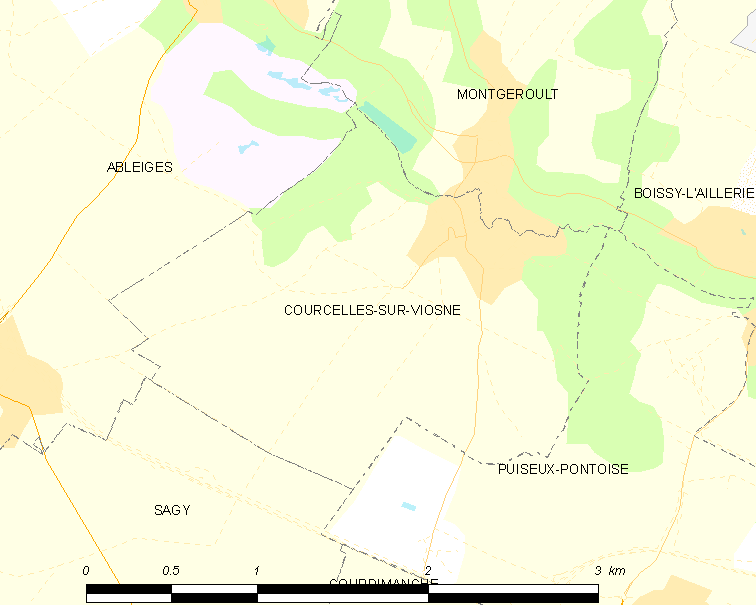
维奥讷河畔库尔塞勒的OSM定位图

## 行政
维奥讷河畔库尔塞勒的邮政编码为95650，INSEE市镇编码为95181。

## 政治
维奥讷河畔库尔塞勒所属的省级选区为蓬图瓦兹县。

## 人口

1962-2008年间维奥讷河畔库尔塞勒人口变化图示

维奥讷河畔库尔塞勒于2022年1月1日时的人口数量为307人。